# Zakaria Labyad
Zakaria Labyad (Utrecht, 9 maart 1993) is een Nederlands-Marokkaans voetballer die doorgaans als aanvallende middenvelder speelt. Labyad debuteerde in 2012 in het Marokkaans voetbalelftal.

## Clubcarrière

### Jeugd
Labyad werd geboren in Utrecht en leerde voetballen op straat. Tijdens een talentendag van FC Utrecht werd hij gevraagd om bij USV Elinkwijk te komen voetballen als E-pupil. Bij Elinkwijk werden John Veldman en de oudere broer van Ibrahim Afellay zijn trainers. In eerste instantie speelde Labyad als keeper, maar na één training, werd hij als veldspeler geposteerd. Ali Afellay tipte PSV over Labyad, maar de club zag in eerste instantie van hem af. Toen bleek dat FC Utrecht geïnteresseerd was in de voetballer, werd hij alsnog uitgenodigd voor een proeftraining en toegelaten op de jeugdacademie van PSV.
Vanaf 2004 speelde Labyad in de jeugd van PSV. In eerste instantie werd hij samen met drie andere spelers per taxi naar de trainingen gebracht. Later ging hij per trein. Labyad werd opgeroepen voor diverse vertegenwoordigende Nederlands elftallen. Bij PSV ontfermde Ibrahim Afellay zich over hem en ploeggenoot Youness Mokhtar.

### PSV

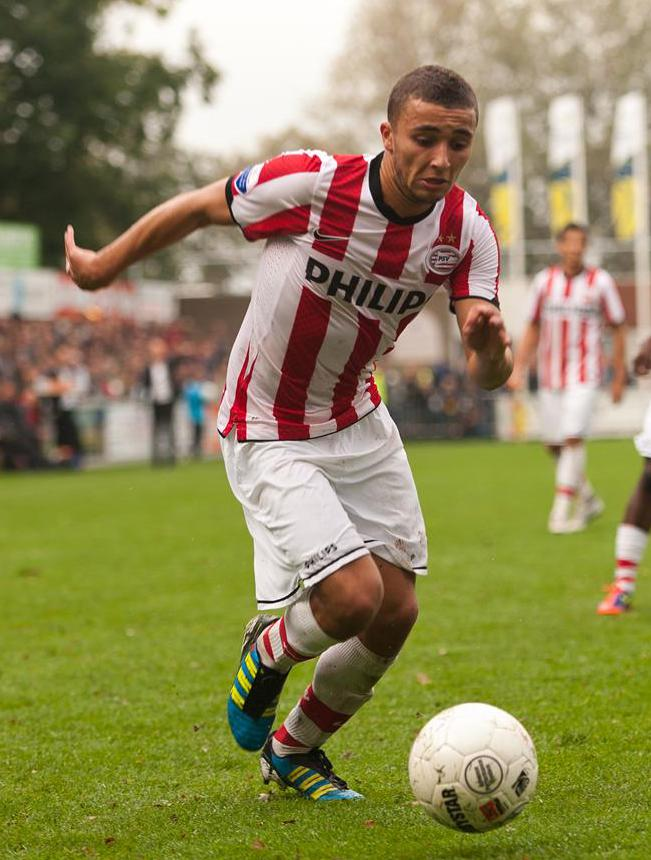
Labyad in 2011, spelend voor PSV.

Labyad debuteerde op donderdag 25 februari 2010 in het eerste team van PSV in een thuiswedstrijd tegen Hamburger SV, in het kader van de Europa League. Trainer Fred Rutten bracht hem in de 71e minuut in het veld als wissel voor Otman Bakkal. Drie dagen later maakte Labyad ook zijn competitiedebuut in het eerste team. In de wedstrijd PSV-RKC Waalwijk verving hij bij aanvang van de tweede helft Balázs Dzsudzsák. Trainer Rutten hevelde hem op 5 maart 2010 definitief over naar het eerste team. Labyad begon op 18 april 2010 voor het eerst in de basiself van PSV, in de met 3-1 gewonnen wedstrijd thuis tegen FC Groningen. Hij speelde de hele wedstrijd en scoorde hierin zijn eerste en tweede doelpunt in het betaald voetbal.
In het seizoen 2010-2011 begon Labyad aanvankelijk als wisselspeler. Na het vertrek van Ibrahim Afellay naar FC Barcelona kreeg hij meer speelminuten. Tegen het einde van het seizoen had hij een basisplaats. Op 25 augustus 2011 scoorde Labyad zijn eerste officiële doelpunt voor PSV in een Europees duel. De Eindhovense ploeg kwalificeerde zich in een thuiswedstrijd tegen SV Ried voor de groepsfase van de Europa League, waarbij Labyad van buiten het strafschopgebied de 4-0 binnen schoot (eindstand: 5-0). In het seizoen 2011-2012 werd Labyad een vaste waarde in het elftal van PSV.

#### Conflict over contract
Begin 2012 rees er een conflict tussen Labyad en PSV. Na stukgelopen onderhandelingen over een nieuw contract, maakte PSV bekend het contract eenzijdig te willen verlengen met twee jaar, volgens een clausule in het oude contract waarin stond dat het contract verlengd kon worden, als Labyad meer dan dertig wedstrijden in het eerste elftal had gespeeld. Volgens Labyad was deze optie echter niet rechtsgeldig, omdat hij dit contract als minderjarige getekend had. Onderhandelingen over een nieuw, sterk verbeterd contract, die Marcel Brands namens PSV voerde met Labyad en diens vader, die als zijn zaakwaarnemer optrad, liepen in de daarop volgende maanden op niets uit. Hierop werd het contract door PSV eind maart 2012 definitief eenzijdig verlengd.
Begin april vertrok Labyad naar Lissabon voor een gesprek met Sporting Portugal, met wiens interesse hij al langere tijd schermde. Op 3 april 2012 claimde de club dat Labyad een vijfjarig contract bij de club overeengekomen was. De club maakte wel direct bekend het contract van Labyad bij PSV niet te erkennen en hem als transfervrije speler te beschouwen. Hierdoor zouden zij geen afkoopsom hoeven te betalen aan PSV. Hoewel Labyad in eerste instantie ontkende een overeenkomst te hebben bij Sporting Portugal, maakte hij op 18 april in De Telegraaf bekend, dat hij in zou gaan op het voorstel van de club. De directe aanleiding was volgens hem dat PSV, achter zijn rug om, onderhandelingen had gevoerd met de grote concurrent van Sporting, Benfica, die wel bereid waren een vergoeding te betalen aan PSV.
Of Labyad daadwerkelijk transfervrij naar Sporting Lissabon kon vertrekken, werd betwist. Labyad zou in Nederland zijn contract bij PSV, via de rechter, moeten laten ontbinden. Dit lag moeilijk, omdat Labyad de bij de verlenging horende salarisverhogingen accepteerde, vanaf het moment dat hij meer dan dertig wedstrijden in het eerste had gespeeld. Hierdoor had hij het vertrouwen gewekt dat hij akkoord ging met het lichten van de optie. Op 23 mei maakte PSV daarnaast bekend dat Labyad verzuimd had zijn contract bij PSV voor 15 mei formeel op te zeggen. Hierdoor liep zijn contract, nog los van de gelichte optie, automatisch voor zeker nog één jaar door. Labyad liet zich naar aanleiding van dit nieuws in felle bewoordingen uit over PSV-directeur Brands. Hij kreeg hiervoor een boete van de club.
Aan het begin van het seizoen 2012-2013 kreeg hij een oproep zich te melden voor de eerste training van PSV, die hij naast zich neerlegde. Tijdens de eerste training postte hij op Twitter een bericht dat hij nog in bed lag. Een dag later presenteerde Sporting Portugal Labyad aan pers en publiek. Labyad tekende een vijfjarig contract met daarin een vaste afkoopsom van vijftig miljoen euro. Brands noemde deze actie respectloos van Labyad en Sporting. Daarbij gaf PSV aan Labyad voorlopig niet vrij te geven, waardoor hij sowieso niet kon uitkomen voor Sporting Lissabon.
Op 8 juli maakte Brands bekend opnieuw in gesprek te zijn met Sporting Lissabon om tot een oplossing te komen van het conflict. Op 22 juli meldde hij optimistisch te zijn over de gevoerde onderhandelingen. Volgens de berichten zou PSV in totaal een miljoen euro willen ontvangen van Sporting. In deze som zouden zowel de opleidingsvergoeding als een beperkte transfersom voor het afkopen van het lopende contract zitten. Op 9 augustus maakten PSV en Sporting bekend definitief overeenstemming te hebben bereikt over de overgang van Labyad naar de Portugese club. PSV ontving een directe en variabele vergoeding, die op kon lopen bij goede prestaties en een eventuele transfer van Labyad.

### Sporting Lissabon
Begin april maakten Labyad en Sporting Lissabon bekend dat zij een contract overeengekomen waren voor vijf seizoenen, terwijl PSV van mening was dat Labyad nog in Eindhoven onder contract stond. Op 9 augustus 2012 werd, na enkele impasses, de overgang afgerond. Bij Sporting Portugal werd Labyad ploeggenoot van de Nederlanders Ricky van Wolfswinkel, Stijn Schaars en Khalid Boulahrouz.
Labyad kreeg bij Sporting rugnummer 20 toebedeeld, maar kende een slechte seizoensstart. In de eerste maanden van het seizoen kwam Labyad slechts tot enkele invalbeurten. Op 24 september ontving hij, na een invalbeurt in de thuiswedstrijd tegen Gil Vicente, een rode kaart. Op 24 oktober 2012 werd de Belg Franky Vercauteren aangesteld als trainer van Sporting, nadat Ricardo Sá Pinto eerder die maand was ontslagen. Onder Vercauteren kreeg Labyad meer speelminuten, maar ook hij werd binnen drie maanden aan de kant gezet. Zijn opvolger Jesualdo Ferreira verklaarde Labyad overbodig bij de ploeg.
Op 11 januari 2013, nog geen half jaar nadat Labyad officieel overstapte naar Sporting, werd bekend dat de club kampte met financiële problemen en mogelijk op termijn niet kon voldoen aan spelerssalarissen. Hierop probeerde de ploeg diverse spelers, die niet zeker waren van een basisplaats, waaronder Labyad, van de hand te doen. Bij een eventuele doorverkoop heeft PSV bedongen, dat zij een deel van de transfersom kunnen opstrijken. Mogelijk zou FC Porto, de grote concurrent van Sporting Lissabon, de nieuwe werkgever van Labyad kunnen worden. De club informeerde bij Sporting naar Labyad, nog voor bekend werd dat de Utrechter weg mocht. Ook Vitesse, waar oud-PSV-trainer Fred Rutten ondertussen de scepter zwaaide, deed een poging Labyad binnen te halen. Labyad maakte uiteindelijk gewoon het seizoen af bij Sporting. Hij pakte regelmatig speeltijd mee, maar was veelal wisselspeler. Sporting eindigde dat seizoen, ondanks de grote investeringen, op een teleurstellende zesde plaats en liep daarmee zelfs Europees voetbal mis, waardoor de financiële problemen van de club stegen.
Aan het begin van het seizoen 2013-2014 kwam Labyad in conflict met de clubleiding over zijn salaris, dat contractueel ieder jaar stijgt en daardoor per seizoen zwaarder drukt op de begroting. Hierop werd hij door de voorzitter van de club uit de selectie gezet. Hierna werd hij gedegradeerd naar het tweede elftal. Op 29 augustus bood hij in Voetbal International publiekelijk zijn excuses aan aan PSV en Marcel Brands voor zijn tumultueuze vertrek bij de club een jaar eerder. Hij gaf tevens aan terug te willen keren naar PSV en te snel naar een buitenlandse club te zijn vertrokken. Brands accepteerde zijn excuses, maar gaf ook aan dat een terugkeer wat PSV betrof niet aan de orde was. Labyad gaf ook te kennen terug naar Nederland te willen keren, om dicht bij zijn familie te zijn. Enkele dagen later meldde De Telegraaf dat zowel Ajax, Feyenoord als Vitesse, en clubs in Rusland en Engeland, interesse zouden hebben in de middenvelder. Ook PSV-trainer Phillip Cocu sloot een terugkeer van Labyad niet bij voorbaat uit. Tot een zomerse overgang kwam het echter niet, waarna Labyad op een zijspoor belandde bij de Portugese club. In oktober 2013 voerde hij nieuwe contractonderhandelingen met Sporting om uit de impasse te komen. Toen de club en de speler daar niet uitkwamen, werd bekend dat Sporting Labyad in de winterstop van dat seizoen wilden verkopen of verhuren. Eind november maakte Labyad bekend ook zelf te willen vertrekken bij Sporting. Hij was bereid daarvoor een deel van zijn huidige salaris op te geven. Tot een nieuw contract zou het echter niet komen.

### Verhuur aan Vitesse
In de wintertransferperiode van het seizoen 2013-2014 kwamen Sporting Portugal en Vitesse tot een huurovereenkomst voor anderhalf jaar. Op 9 januari 2014 maakte Vitesse bekend dat het Labyad voor anderhalf seizoen zou huren van Sporting Lissabon. Labyad gaf aan dat de aanwezigheid van hoofdtrainer Peter Bosz en het meedoen om de titel twee belangrijke redenen voor hem waren, om voor Vitesse te kiezen. Vitesse nam het gehele salaris van Labyad over, waardoor Labyad met een geschat salaris van 1,9 miljoen euro, de best betaalde speler van de eredivisie werd. In de met 2-1 gewonnen uitwedstrijd op 18 januari 2014 tegen PEC Zwolle maakte Labyad zijn debuut voor Vitesse. In de 64ste minuut verving hij Giorgi Chanturia. Op 8 maart 2014 maakte hij zijn eerste doelpunt voor de club, uit tegen NAC Breda. In de anderhalf jaar dat Labyad bij Vitesse speelde was hij basisspeler.

### Terugkeer bij Sporting en verhuur aan Fulham
In de zomer van 2015 keerde Labyad terug naar Sporting Portugal, waar hij werd terug gezet naar het beloftenteam, dat uitkwam in de Segunda Liga, en waarvoor hij in 14 duels 7 doelpunten maakte. In februari 2016 werd hij voor een half jaar verhuurd aan Fulham FC, dat in de onderste regionen van de Football League Championship stond. Hiervoor kwam hij uiteindelijk slechts tot twee invalbeurten voordat hij terugkeerde naar Sporting Portugal. Daar liet hij op 31 augustus 2016, de dag van de transferdeadline, in samenspraak met de club zijn contract bij gebrek aan perspectief ontbinden. Hierdoor kon hij ook na de transferdeadline bij een andere club tekenen. Het lukte hem die zomer echter niet een nieuwe club te vinden.

### FC Utrecht

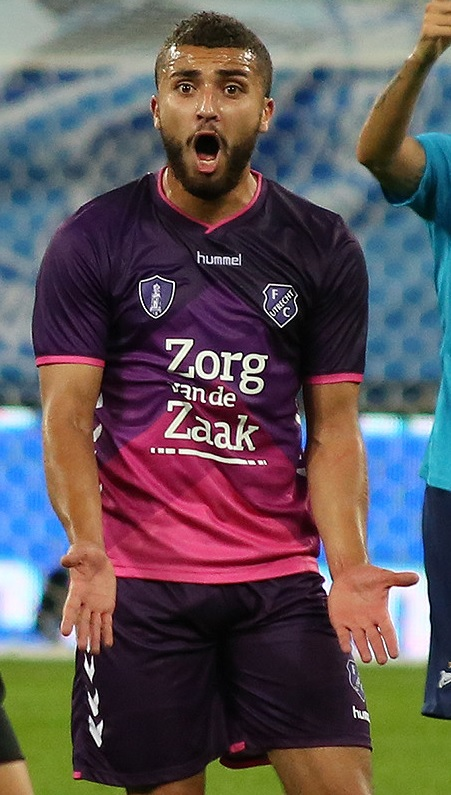
Labyad met FC Utrecht in 2017

Na een half jaar zonder club gezeten te hebben, tekende Labyad in januari 2017 een contract tot medio 2020 bij FC Utrecht. Naast FC Utrecht, was er ook interesse van enkele buitenlandse clubs, maar Labyad wilde graag terugkeren naar de Nederlandse competitie om weer in vorm te komen en zich te bewijzen. In Utrecht groeide Labyad, onder trainer Erik ten Hag met wie hij eerder bij PSV werkte, uit tot basisspeler. Bij FC Utrecht hervond Labyad zijn vorm en groeide hij uit tot smaakmaker van het elftal. In de winterstop van het seizoen 2017-2018 had Labyad zich in de kijker gespeeld van AFC Ajax, waar Ten Hag ondertussen het roer had overgenomen van Marcel Keizer, Feyenoord en zijn oude ploeg PSV. Enkele dagen voor het verstrijken van de winterse transferdeadline speelde Labyad met FC Utrecht een thuiswedstrijd tegen Ajax, die eindigde in een 0-0 gelijkspel. Na afloop ruilde Labyad zijn shirt met zijn vriend en Ajacied Hakim Ziyech. Labyads ploeggenoten weerhielden hem er echter van het Ajaxshirt aan te trekken.
FC Utrecht wist de speler in de winterstop te behouden en Labyad kende een sterke tweede seizoenshelft, waarin zij, onder nieuwe hoofdtrainer Jean-Paul de Jong, op een vijfde plaats eindigde. Een plaats hoger dan bij het vertrek van Ten Hag.

### Ajax
In mei 2018 tekende Labyad een vierjarig contract bij Ajax. Voor Labyad speelde de aanwezigheid van Ten Hag een belangrijke rol bij zijn keuze voor Ajax. Ajax betaalde FC Utrecht in eerste instantie € 5,5 miljoen, dat via bonussen kon oplopen tot ongeveer 7 miljoen. Enkele dagen later behoorde Labyad tot de afvallers binnen de Marokkaanse selectie voor het Wereldkampioenschap voetbal 2018. In zijn eerste seizoen bij Ajax kreeg Labyad van Ten Hag niet veel speelminuten. Wel won hij met Ajax de dubbel en bereikte hij de halve finale van de Champions League, hoewel zijn bijdrage hieraan beperkt bleef tot een invalbeurt van vier minuten op 27 november tegen AEK Athene.
In seizoen 2019/20 kwam hij tot 10 november niet in actie, maar Labyad was desondanks tevreden en sprak de wens uit nog lang voor Ajax te zullen spelen. Op 10 november speelde hij voor het eerst, na een blessure van David Neres. Na drie achtereenvolgende wedstrijden raakte hij tijdens een wedstrijd tegen Lille OSC op 27 november echter geblesseerd aan zijn knie. De rest van het seizoen kwam hij niet meer in actie.
Tijdens het begin van seizoen 2020/21 kreeg Labyad meer speeltijd dan in de seizoenen daarvoor, als centrumspits en als aanvallende middenvelder (nummer 10-positie). Na de winterstop speelde hij minder vaak. In de eerste helft van seizoen 2021/22 was hij opnieuw reserve met weinig speeltijd en na dat seizoen verliep zijn contract.

### FC Utrecht
Labyad werkte aan de laatste fase van zijn herstel (van de in april 2022 opgelopen knieblessure) bij Jong FC Utrecht en FC Utrecht. Op 20 februari 2023 ondertekenden de club en Labyad een contract voor anderhalf seizoen, inclusief een optie voor een exra seizoen. Hij maakte zijn rentree in de met 1-4 verloren bekerwedstrijd tegen SV Spakenburg. Na 63 minuten verving hij Victor Jensen.

## Clubstatistieken
| Seizoen     | Club                | Competitie      | Competitie | Competitie | Competitie | Beker | Beker | Beker | Internationaal | Internationaal | Internationaal | Totaal | Totaal | Totaal |
| Seizoen     | Club                | Competitie      | Wed.       | Dlp.       | Ass.       | Wed.  | Dlp.  | Ass.  | Wed.           | Dlp.           | Ass.           | Wed.   | Dlp.   | Ass.   |
| ----------- | ------------------- | --------------- | ---------- | ---------- | ---------- | ----- | ----- | ----- | -------------- | -------------- | -------------- | ------ | ------ | ------ |
| 2009/10     | PSV                 | Eredivisie      | 6          | 2          | 0          | 0     | 0     | 0     | 1              | 0              | 0              | 7      | 2      | 0      |
| 2010/11     | PSV                 | Eredivisie      | 7          | 0          | 1          | 3     | 0     | 0     | 2              | 1              | 0              | 12     | 1      | 1      |
| 2011/12     | PSV                 | Eredivisie      | 32         | 6          | 7          | 6     | 4     | 5     | 10             | 2              | 4              | 48     | 12     | 16     |
| 2012/13     | Sporting Lissabon   | Primeira Liga   | 19         | 2          | 3          | 2     | 0     | 0     | 6              | 1              | 0              | 27     | 3      | 3      |
| 2013/14     | → Vitesse           | Eredivisie      | 18         | 3          | 0          | 0     | 0     | 0     | —              | —              | —              | 18     | 3      | 0      |
| 2014/15     | → Vitesse           | Eredivisie      | 33         | 9          | 5          | 2     | 1     | 0     | —              | —              | —              | 35     | 10     | 5      |
| 2015/16     | Sporting Lissabon B | Liga Portugal 2 | 14         | 3          | 2          | —     | —     | —     | —              | —              | —              | 14     | 3      | 2      |
| 2015/16     | → Fulham            | Championship    | 2          | 0          | 0          | 0     | 0     | 0     | —              | —              | —              | 2      | 0      | 0      |
| 2016/17     | FC Utrecht          | Eredivisie      | 18         | 3          | 4          | 1     | 0     | 0     | —              | —              | —              | 19     | 3      | 4      |
| 2017/18     | FC Utrecht          | Eredivisie      | 32         | 14         | 9          | 1     | 1     | 2     | 6              | 2              | 1              | 39     | 17     | 12     |
| 2018/19     | Ajax                | Eredivisie      | 12         | 1          | 3          | 5     | 3     | 1     | 3              | 0              | 0              | 20     | 4      | 4      |
| 2019/20     | Ajax                | Eredivisie      | 2          | 1          | 1          | 0     | 0     | 0     | 1              | 0              | 0              | 3      | 1      | 1      |
| 2020/21     | Ajax                | Eredivisie      | 22         | 5          | 5          | 2     | 3     | 0     | 5              | 0              | 0              | 29     | 8      | 5      |
| 2021/22     | Ajax                | Eredivisie      | 2          | 0          | 0          | 0     | 0     | 0     | —              | —              | —              | 2      | 0      | 0      |
| 2022/23     | FC Utrecht          | Eredivisie      | 4          | 0          | 0          | 1     | 0     | 0     | —              | —              | —              | 5      | 0      | 0      |
| Club Totaal | Club Totaal         | Club Totaal     | 54         | 17         | 13         | 3     | 1     | 2     | 6              | 2              | 1              | 63     | 20     | 16     |
| TOTAAL      | TOTAAL              | TOTAAL          | 223        | 49         | 40         | 23    | 12    | 8     | 34             | 6              | 5              | 280    | 67     | 53     |

## Interlandcarrière

### Nederlands jeugdinternational
Labyad kwam vanaf zijn vijftiende uit voor verschillende vertegenwoordigende nationale elftallen van de KNVB. Ook op het WK Onder 17 2009 behoorde hij tot de selectie.
Terwijl hij uitkwam voor het Nederland Onder 19 werd hij door Pim Verbeek, destijds technisch directeur van de Marokkaanse voetbalbond, gevraagd om de overstap te maken naar Marokko. Labyad ging hierop in en vroeg bij de FIFA overschrijving aan. Toen dit de Nederlandse bondscoach Wim van Zwam ter ore kwam, werd Labyad op 7 oktober 2010 direct verwijderd uit de selectie van het Oranje Onder 19, waarmee hij zich in Slovenië voorbereidde op het EK-kwalificatietoernooi.

### Marokkaans international
Op 29 februari 2012 maakte Labyad zijn debuut in de Marokkaanse nationale ploeg. Dit was in een vriendschappelijke wedstrijd tegen Burkina Faso (2-0 winst).
In de zomer van 2012 mocht hij mee met het Marokkaans Olympisch elftal, ook wel Marokko Onder 23 genoemd, naar de Olympische Spelen in Londen. Marokko werd daar uitgeschakeld in de groepsfase. Labyad speelde op het toernooi alle drie de wedstrijden en scoorde één doelpunt. Vanaf 2011 kwam hij naast de Olympische Spelen al uit voor het Onder 23-elftal.
In het jaar 2013 speelt Labyad een oefenwedstrijd tegen Burkina Faso. Hierin speelt hij 34 minuten mee. In het jaar 2014 speelt Labyad 2 oefenwedstrijden tegen Benin en Zimbabwe. Hierin komt Labyad tot 2 assists, een basisplaats en een invalbeurt. Beide wedstrijden worden gewonnen, respectievelijk met 6-1 en 2-1. In het jaar 2015 speelt Labyad een oefeninterland tegen Uruguay. Hierin speelt hij 25 minuten mee.

## Persoonlijk
- Labyad groeide op in Utrecht, maar heeft zijn roots liggen in Azghenghan in het noordoosten van Marokko.
- In 2009 behaalde Labyad een vmbo-diploma.[56] Hij begon hierna door middel van privélessen aan een mbo-opleiding, maar stopte daarmee omdat de opleiding niet meer te combineren viel met zijn voetbalcarrière.
- Labyad ziet Ibrahim Afellay als zijn mentor. Afellay ontfermde zich over Labyad toen hij als vijftienjarige jongen in de jeugd van PSV voetbalde. De twee hebben een hechte band en voeren regelmatig gesprekken, waarbij Afellay Labyad van raad voorziet, op zowel professioneel als persoonlijk vlak. Nadat Afellay naar FC Barcelona vertrok, bleef dit contact telefonisch in stand.[1]
- Labyad deelde een flat in Eindhoven met ploeggenoot Youness Mokhtar en de jongere broer van Ibrahim Afellay.[1]
- Labyad koos ervoor om uit te komen voor het Marokkaans voetbalelftal. Hij heeft voor zichzelf en zijn familie een huis laten bouwen in Nador, de stad waar zijn ouders werden geboren en familie van hem woont.[bron?]

## Trivia
- Labyad begon zijn voetbalcarrière op straat als keeper. Voor hij gevraagd werd door Elinkwijk, speelde hij niet voor een officiële voetbalclub.
- De favoriete buitenlandse club van Labyad is Arsenal, mede vanwege voormalig spelers Thierry Henry en Dennis Bergkamp.[1]

## Erelijst
Als speler
| Competitie           |        |                           |     |     |
| Competitie           | Aantal | Jaren                     |     |     |
| PSV                  | PSV    | PSV                       | PSV | PSV |
| -------------------- | ------ | ------------------------- | --- | --- |
| KNVB beker           | 1x     | 2011/12                   |     |     |
| Ajax                 |        |                           |     |     |
| Eredivisie           | 3x     | 2018/19, 2020/21, 2021/22 |     |     |
| KNVB beker           | 2x     | 2018/19, 2020/21          |     |     |
| Johan Cruijff Schaal | 1x     | 2019                      |     |     |